# Массімо Бруно
Массімо Бруно (фр. Massimo Bruno, нар. 17 вересня 1993, Буссю) — бельгійський футболіст, півзахисник клубу «Кортрейк».

## Клубна кар'єра
Народився 17 вересня 1993 року в місті Буссю. Вихованець юнацьких команд футбольних клубів «Фрамеріс», «Монс», «Андерлехт» та «Шарлеруа».

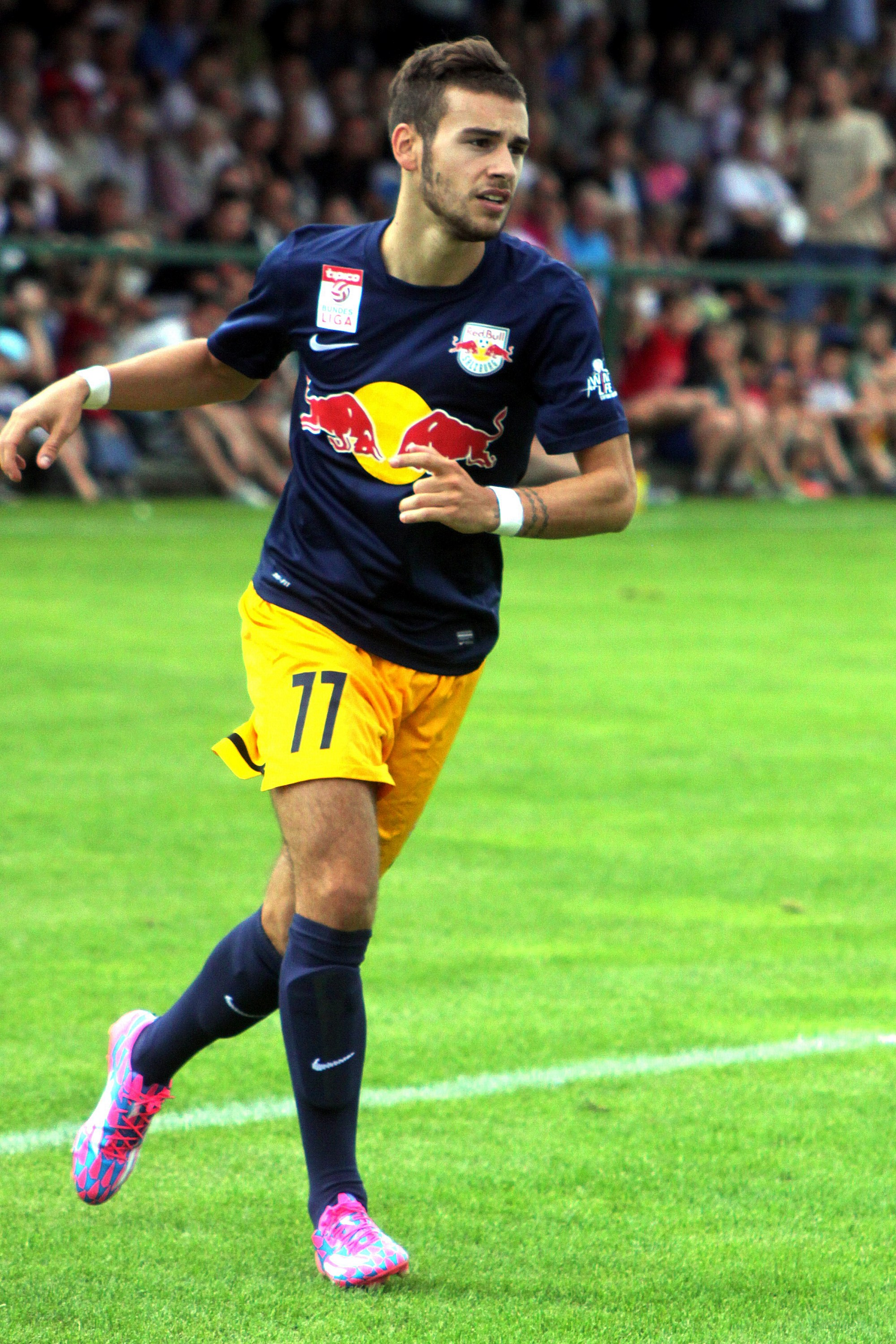
Массімо Бруно у складі «Ред Булла»

У 2010 році Бруно був включений в заявку команди «Шарлеруа» на сезон. 23 березня 2011 року в матчі проти «Серкль Брюгге» він дебютував у Жюпіле лізі, який так і залишився для гравця єдиним за клуб. 
Влітку 2011 року Массімо перейшов в «Андерлехт», але протягом першого сезону так і не провів за основну команду жодного матчу. Лише 12 серпня 2012 року в поєдинку проти «Серкль Брюгге» він дебютував за новий клуб, замінивши в кінці матчу Дьємерсі Мбокані. 2 вересня у зустрічі проти «Генка» Бруно забив свій перший гол за «Андерлехт». У складі команди з Андерлехта Бруно провів наступні три сезони своєї ігрової кар'єри і за цей час двічі виграв чемпіонат і Суперкубок Бельгії.
Влітку 2014 року Массімо перейшов у німецький «РБ Лейпциг» і відразу ж був відданий в оренду в австрійський «Ред Булл». 26 липня в матчі проти «Вінер-Нойштадт» він дебютував у австрійській Бундеслізі. 2 серпня в поєдинку проти «Ріда» Бруно забив свій перший гол за «биків». Всьоо провів в команді один сезон і допоміг їй виграти національний чемпіонат і кубок.
Влітку 2015 року після закінчення оренди Массімо повернувся в «РБ Лейпциг». 25 липня в матчі проти «Франкфурта» він дебютував у Другій Бундеслізі. Наразі встиг відіграти за клуб з Лейпцига 9 матчів в національному чемпіонаті.

## Виступи за збірні
2009 року дебютував у складі юнацької збірної Бельгії, взяв участь у 36 іграх на юнацькому рівні, відзначившись 5 забитими голами.
Протягом 2012–2014 років залучався до складу молодіжної збірної Бельгії. На молодіжному рівні зіграв у 13 офіційних матчах.

## Титули і досягнення
- Чемпіон Бельгії (4):

«Андерлехт»: 2011–12, 2012–13, 2013–14, 2016-17
- Володар Суперкубка Бельгії (3):

«Андерлехт»: 2012, 2013, 2017
- Чемпіон Австрії (1):

«Ред Булл»: 2014–15
- Володар Кубка Австрії (1):

«Ред Булл»:  2014–15